# Ville fortifiée de Guangning
La ville fortifiée de Guangning (chinois : 广宁城 ; pinyin : guǎngníng chéng ; litt. « ville de la vaste tranquillité ») est une ville fortifiée située dans la ville-district de Beizhen, ville-préfecture de Jinzhou, dans la province du Liaoning en Chine. Le début de sa construction date de la 23e année du règne de Hongwu (1390), de la Dynastie Ming.

## Vestiges de la dynastie Ming
Parmi les vestiges de cette cité, il reste le mur d'enceinte, La tour du tambour, le paifang de pierre Li chenliang. Le 25 mai 2006, cet ensemble a été ajouté à la liste des sites historiques et culturels majeurs protégés au niveau national, pour la province du Liaoning, sous le numéro de catalogue 6-499.
La fortification de la ville est rectangulaire, sa circonférence fait 7 km et une hauteur moyenne de 11,7 m. La largeur à sa base est de 6 mètres, et de 5 mètres à son sommet. Sa base est en pierre de taille et le reste en brique maçonnée. Il reste 378 mètres de ce mur maçonné et 1250 mètres de sol damé.
La tour du tambour date du règne de Ming Wuzong. Elle est située au sud de l'avenue principale de Beizhen, elle mesure 19,9 m, sa partie en brique maçonnée, 6,95 m de haut et ses entrées ont une orientation Nord-Sud.
Le paifang de pierre Li chenliang est situé au nord de l'avenue principale de Beizhen, elle date de la 8e année Ming Wanli (1580), sous le règne de Ming Shenzong. Il comporte trois séparations, quatre piliers et cinq étages. Son sommet est dans le style des temples. Il est large de 10,5 m et haut de 12 m.

## Autre patrimoine
- Église catholique de Beizhen